# Lars Pedersen Arendt
Lars Pedersen Arendt (29. maj 1975) er en dansk filminstruktør, som særligt er kendt for sine kortfilm, herunder den prisbelønnede Beast.

## Filmografi
- Beast (2009)
- Remix (2008)
- Den italienske læge (2007)